# مترو نيويورك
مترو نيويورك أو مسراب نيويورك (بالإنجليزية: New York City Subway)، ويعرف باسم الصبواي، هو نظام نقل سريع تمتلكه مدينة نيويورك وتستأجره وتديره هيئة نقل مدينة نيويورك (New York City Transit Authority) والتي هي هيئة تابعة لهيئة النقل الحضري (Metropolitan Transportation Authority) المعروفة باسم إم تي إيه (MTA).
افتتحت شبكة مساريب مدينة نيويورك عام 1904 فهو من أقدم نظم النقل السريع في العالم، وهو أكبرها من ناحية عدد المحطات الآن، فله 472 محطة مشغلة (و424 إذا اعتبرت المحطاتُ المتصلة بمواصلاتٍ محطةً واحدة). تخدم شبكة المساريب أربع من بلدات نيويورك الخمس فله محطات في منهاتن وكوينز وبروكلين وذا برونكس.
تمتد سككه لمسافة 229 ميل (369 كـم) تؤدي إلى 656 ميل (1,056 كـم) من المسارات لنقل الركوب، ليبلغ طول شبكة المترو 842 ميل (1,355 كـم) ككل مع احتساب المسارات التي لا تنقل الركوب.
في 2015، استخدم المساريب 5.65 مليار راكب في المعدل يوميا، ما يجعله أكثر نظم النقل السريع استخداما في الولايات المتحدة وسابع أكثرها استخداما في العالم.
تأتي شبكة مساريب نيويورك فقط وراء مسراب طوكيو ومسراب موسكو ومسراب سيول في عدد الركاب سنويا ويحمل أكثر مما تحمله جميع أنظمة المترو في الولايات المتحدة مجتمعة ويعتبر واحد من أربعة أنظمة (الثلاثة الأخرى هي شيكاغو إل
وخط سرعة باتكو وهيئة نقل بورت هيودسن) تقدم خدمة 24 ساعة في اليوم و365 يوم في السنة.